# Gernika KESB
El Gernika Kirol Elkartea Saski baloia es un equipo de baloncesto femenino con sede en Guernica (España) que milita en la Liga Femenina, fundado en 1996 de la unión de los equipos El Gernika Saski-Baloi, y, el I.B. Gernika.

## Historia
El Gernika Kirol Elkartea Saskibaloia nació de la unión de los dos equipos existentes en la villa foral. El Gernika Saski-Baloi , y, el I.B. Gernika en el año 1996 . A petición del Ayuntamiento, tuvieron un acercamiento entre las dos directivas con el fin de unificar los dos clubes. La unión tanto deportiva como a nivel de entrenadores, jugadores y directiva fue buena desde el principio por la buena compenetración y trabajo en equipo.
Se reunieron dos representantes de cada Club para ver como se podía sacar éste proyecto para adelante. Por parte del Gernika S.B. Karmele y Moreno, y por parte del I.B. Gernika, Txema y Zubizarreta . En un principio se juntaron las dos directivas al completo. Los equipos con los que contaron en féminas fueron: un equipo en 1.ª división, dos juveniles de 1.ª categoría, dos cadetes de 1.ª y dos cadetes de 2.ª. Respecto al masculino: un equipo de 1.ª Regional y Junior de 1.ª
Respecto a los entrenadores, Mario López entrenaría el masculino de 1.ª Regional y Kipu el femenino de 1.ª, ya que ambos contaban con el título de entrenador nacional.

### Gernika Saski-Baloi (GSB)
El Gernika Saski-Baloi (GSB) , iniciaba su andadura en una competición oficial, al incluirse en la Segunda Regional de Bizkaia, en la temporada 1983-1984. Un grupo de aficionados a éste deporte iniciaba así la historia de un nuevo Club que venía a sumarse a otros distintos( fútbol, rugby etc.) que ya existían en Gernika. El comienzo fue duro, creyendo que sería un equipo marginado con los demás deportes del pueblo, pero la gente respondió de manera positiva.
La intención de sacar un equipo, se venía gestando entre Iñaki Asteinza y Jon Mikel Roman (Kipu), por el año 1982.
Después del I Torneo de Navidad de Baloncesto, que se organizó sin medios, sin ayudas y con muy poca colaboración, y viendo que había un grupo de futuros jugadores intersantes, se decidieron a dar los primeros pasos para formar el club.
El grupo que se formó, tuvo como primer presidente a Juanjo Asteinza; a él le siguió José Ramon Moreno hasta la unificación. Teniendo como uno de los entrenadores a Juantxu Urberuaga, exjugador de la selección española y del Águilas entre otros.
Desde los inicios, se viene respetando el color granate en los distintos equipos del club y ello se debe a que desde los orígenes de este club, pensaron en darle dicho color para coincidir con el color del pendón de la villa de Gernika. Uno de los problemas que tuvieron fue que tenían que compartir el frontón de Santanape no sólo para disputar los partidos oficiales, sino para los entrenamientos y demás actividades propias de un frontón.

### I.B Gernika
El I.B Gernika nació como Club el verano de 1988 con el objetivo de dar salida a los jugadores, que una vez hubieran finalizado el Bachillerato, tuvieran una continuidad en éste deporte.
El Club empezó a dar sus primeros pasos con cinco equipos, uno de Cadete masculino, dos de Juveniles masculinos, uno de Juvenil femenino y uno de Senior masculino. El I.B. Club de Baloncesto contaba con unos setenta jugadores . En unos años el Club pasó a tener siete equipos federados. La mayoría de ellos entrenaba en el Instituto y los dos Seniors, uno masculino y otro femenino, se entrenaban en Maloste donde también disputaban los partidos oficiales.
El Club obtuvo grandes victorias en diferentes torneos. En 1991 el cadete masculino se proclamó subcampeón de Bizkaia y ascendió a l.ª categoría ; el equipo senior obtuvo el mismo año el puesto de subcampeón en primera categoría regional y ascendió a segunda categoría nacional. En el mismo año, obtuvo el senior masculino la copa de subcampeón . en 1992 y 1993 el juvenil femenino logró proclamarse subcampeón de copa.

## Trayectoria
| Temporada | Nivel | División        | Pos. | G–P   | Postemporada     | Copa de la Reina | Euskal Kopa | Competiciones europeas | Competiciones europeas |
| --------- | ----- | --------------- | ---- | ----- | ---------------- | ---------------- | ----------- | ---------------------- | ---------------------- |
| 2005–06   | 3     | 1ª División     | 4º   | ?     |                  |                  |             |                        |                        |
| 2006–07   | 3     | 1ª División     | 8º   | ?     |                  |                  |             |                        |                        |
| 2007–08   | 3     | 1ª División     | 2º   | ?     |                  |                  |             |                        |                        |
| 2008–09   | 3     | 1ª División     | 4º   | ?     |                  |                  |             |                        |                        |
| 2009–10   | 3     | 1ª División     | 3º   | ?     |                  |                  |             |                        |                        |
| 2010–11   | 3     | 1ª División     | 2º   | ?     | Ascenso          |                  |             |                        |                        |
| 2011–12   | 2     | Liga Femenina 2 | 10º  | 12–16 |                  |                  |             |                        |                        |
| 2012–13   | 2     | Liga Femenina 2 | 6º   | 11–11 |                  |                  |             |                        |                        |
| 2013–14   | 2     | Liga Femenina 2 | 1º   | 18–4  | Ascenso          |                  |             |                        |                        |
| 2014–15   | 1     | Liga Femenina   | 6º   | 14–12 |                  |                  | Campeonas   |                        |                        |
| 2014–15   | 1     | Liga Femenina   | 6º   | 13–10 |                  |                  | Campeonas   |                        |                        |
| 2016–17   | 1     | Liga Femenina   | 3º   | 16–10 | Cuartos de final | Semifinalistas   | Campeonas   |                        |                        |
| 2017–18   | 1     | Liga Femenina   | 5º   | 14–12 | Cuartos de final |                  |             | 2 Eurocup              | FG                     |
| 2018–19   | 1     | Liga Femenina   | 4º   | 18–8  | Cuartos de final | Semifinalistas   |             | 2 Eurocup              | R32                    |
| 2019–20   | 1     | Liga Femenina   | 3º   | 17–5  | —                | Cuartos de final |             | 2 Eurocup              | R8                     |
| 2020–21   | 1     | Liga Femenina   | 4º   | 18–12 | Semifinales      | Semifinalistas   | Campeonas   | 2 Eurocup              | R8                     |
| 2021–22   | 1     | Liga Femenina   | 8º   | 14–16 | Cuartos de final | Semifinalistas   | Campeonas   | 2 Eurocup              | R32                    |
| 2022–23   | 1     | Liga Femenina   | 5º   | 16–14 | Cuartos de final | Semifinalistas   |             | 2 Eurocup              | R16                    |
| 2023–24   | 1     | Liga Femenina   | 10º  | 14–16 |                  | Cuartos de final |             | 2 Eurocup              | R8                     |
| 2024–25   | 1     | Liga Femenina   | 9º   | 14–16 |                  | Cuartos de final |             |                        |                        |

## Palmarés

### Temporada 2020/2021
- Liga Femenina, 4º clasificado
- EuroCup, Round of 16
- Junior Femenino,  3º Euskadi
- Cadete Femenino, 2º Euskadi (Participación Campeonato de España)
- Cadete Femenino Especial, 1º Bizkaia
- Infantil Femenino, suspendida la competición por Covid-19

### Temporada 2019/2020
- Liga Femenina, 3er clasificado
- EuroCup, Round of 8
- Junior Femenino,  suspendida la competición por Covid-19
- Cadete Femenino, suspendida la competición por Covid-19
- Infantil Femenino, suspendida la competición por Covid-19

### Temporada 2018/2019
- Liga Femenina, 5º clasificado
- EuroCup, Play-Off Round 1
- Junior Femenino,  5º Euskadi
- Cadete Femenino, 4º Euskadi
- Infantil Femenino, 1 Bizkaia y 1ª Euskadi (Participación Campeonato de España)

### Temporada 2017/2018
- Liga Femenina, 5º clasificado
- EuroCup, Groups
- Junior Femenino,  1º Bizkaia y 2º Euskadi
- Cadete Femenino, 1º Bizkaia y 3º Euskadi (Participación Campeonato de España)
- Infantil Femenino, 1 Bizkaia y 2ª Euskadi (Participación Campeonato de España)

### Temporada 2016/2017
- Liga Femenina, 3er clasificado Liga Regular
- Senior 1ª Femenino, subcampeón Fase Previa de Ascenso a LF2
- Junior Femenino,  1º Bizkaia
- Cadete Femenino, 1º Bizkaia y 1º Euskadi (Participación Campeonato de España)

### Temporada 2015/2016
- Liga Femenina, 6.º clasificado
- Senior 1ª Femenino, 7º clasificado
- Junior Femenino,  5º Euskadi
- Cadete Femenino, Subcampeón de Euskadi (Participación Campeonato de España) y Campeón de Bizkaia

### Temporada 2014/2015
- Liga Femenina, 6.º clasificado
- Senior 1ª Femenino, 11º clasificado
- Junior Femenino,  6º euskadi y Subcampeón de Bizkaia
- Cadete Femenino, 3º Euskadi y Subcampeón de Bizkaia

### Temporada 2013/2014
- LF2, Campeón de Liga y Ascenso a Liga Femenina
- Junior Femenino, 7º en Euskadi y Campeón de Bizkaia
- Cadete Femenino, 6º en Euskadi y 3º en Bizkaia

### Temporada 2012/2013
- LF2, 6.º clasificado
- Junior Femenino, 7º en Euskadi y Campeón de Bizkaia
- Cadete Femenino, 6º en Euskadi y 3º en  Bizkaia

### Temporada 2011/2012
- LF2 , 10º clasificado
- Junior Femenino, 7º en Euskadi
- Cadete Femenino, Campeón de Euskadi y Bizkaia (Participación Campeonato de España)

### Temporada 2010/2011
- Senior 1ª Femenina, 2º play off ascenso a LF2 (Logroño)
- Junior Femenino, Subcampeón de Euskadi y Campeón de Bizkaia
- Cadete Femenino, 9º en Euskadi y Subcampeón de Bizkaia

### Temporada 2009/2010
- Senior 1ª Femenina, 3º clasificado
- Junior Femenino, 3º en Euskadi y  Campeón de Bizkaia
- Cadete Femenino, 4º en Bizkaia

### Temporada 2008/2009
- Senior 1ª Femenina, 4º clasificado
- Junior Femenino, 3º en Euskadi y Campeón de Bizkaia
- Cadete Femenino, Campeón de Euskadi y Campeón de Bizkaia (Participacion Campeonato de España)

### Temporada 2007/2008
- Senior 1ª Femenina, 2º Clasificado en Play Off de ascenso a LF2 (Segovia)
- Junior Femenino, Subcampeón de Euskadi y Campeón de Bizkaia
- Cadete Femenino A, Subcampeón de Euskadi y  Campeón de Bizkaia
- Cadete Femenino B, Subcampeón de Bizkaia

### Temporada 2006/2007
- Senior 1ª Femenina, 8 º clasificado
- Junior Femenino, Subcampeón de Euskadi y Campeón de Bizkaia
- Cadete Femenino, 6º en Euskadi y Subcampeón de Bizkaia

### Temporada 2005/2006
- Senior 1ª Femenina, 4º clasificado
- Junior Femenino, Campeón de Bizkaia
- Cadete Femenino, Campeón de Euskadi y Bizkaia